# جزیره لوانت

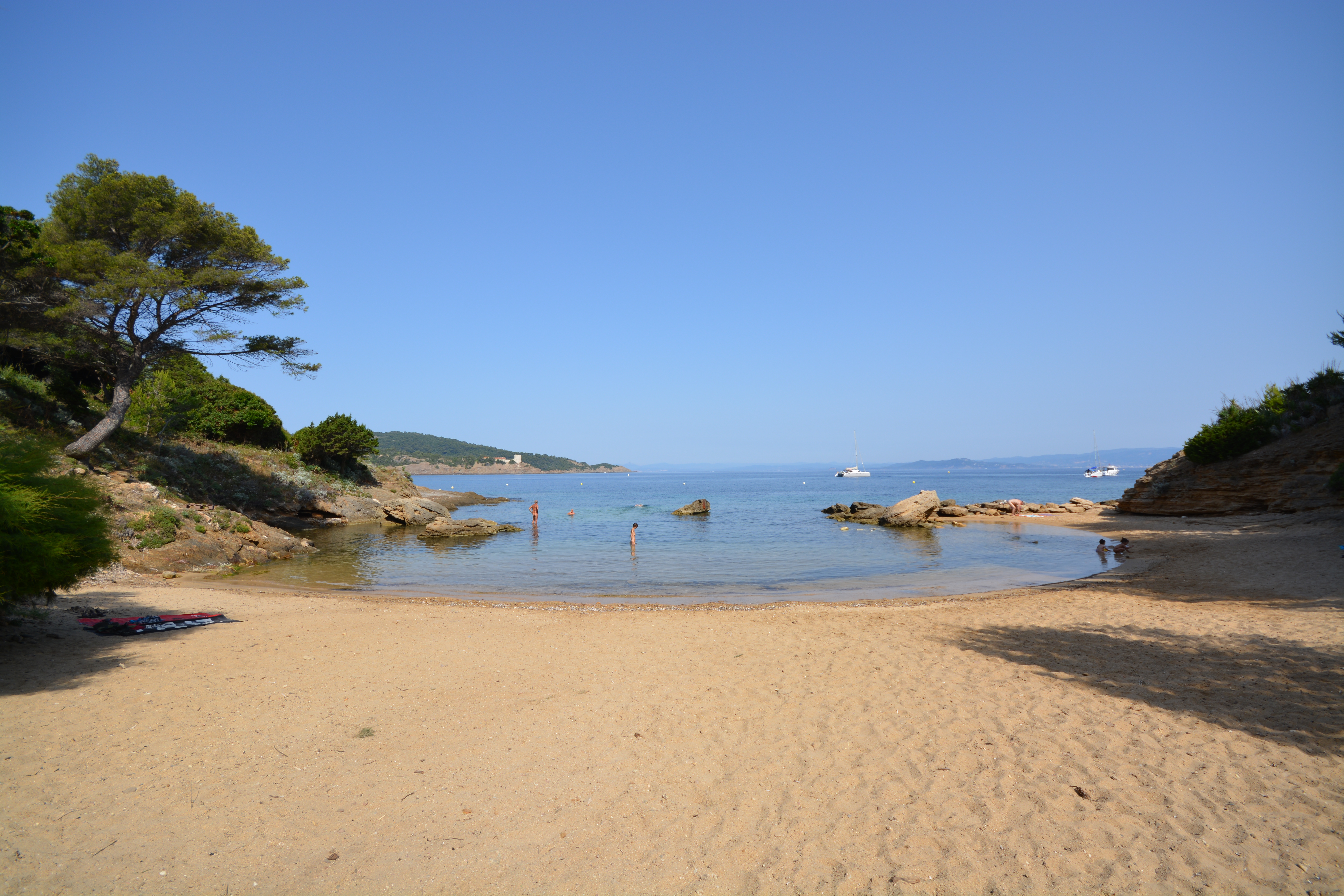
پلاژ عشق در مدیترانه

جزیره لوانت (به فرانسوی: Île du Levant) یک پلاژ معروف از جزایر چهارگانه ایئر در فرانسه محسوب می‌شود. در سرگذشت این جزیره‌آمده‌است که این پلاژجزیره‌ای صومعه صلیبیان و محفل پزشکان و پایگاه نظامی بوده‌است. برهنگی در این جزیره طبق قانون اجباری است ولی اجرا نمی‌شود به طوری‌که خود فرانسوی‌ها به کنایه می‌گویند در پلاژ عشق تنها با دو چیز می‌شود خود را پوشاند شورت بندی و حوله، برهنگی در سراسر پلاژ تحمل می‌شود رستوران‌های در پلاژ به صورت برهنه از گردشگران پذیرایی می‌کنند. از دیگر نکات پلاژ عشق این است که استفاده از اتومبیل در پلاژ غیرقانونی می‌باشد.